# Sancy Artense Communauté
Die Sancy Artense Communauté ist ein ehemaliger französischer Gemeindeverband mit der Rechtsform einer Communauté de communes im Département Puy-de-Dôme in der Region Auvergne-Rhône-Alpes. Sie wurde am 24. Dezember 1993 gegründet und umfasste 13 Gemeinden. Der Verwaltungssitz befand sich im Ort La Tour-d’Auvergne.

## Historische Entwicklung
Mit Wirkung vom 1. Januar 2017 fusionierte der Gemeindeverband mit der Communauté de communes de Rochefort-Montagne und
bildete so die Nachfolgeorganisation Communauté de communes Dômes Sancy Artense. Die Gemeinde Saint-Genès-Champespe wechselte bei dieser Gelegenheit zur Communauté de communes du Pays de Saint-Éloy.

## Ehemalige Mitgliedsgemeinden
1. Avèze
2. Bagnols
3. Cros
4. Labessette
5. Larodde
6. Saint-Donat
7. Saint-Genès-Champespe
8. Saint-Julien-Puy-Lavèze
9. Saint-Sauves-d’Auvergne
10. Singles
11. Tauves
12. La Tour-d’Auvergne
13. Trémouille-Saint-Loup